# Cearbhall Ó Dálaigh
Cearbhall Ó Dálaigh (Bray, 12 de fevereiro de 1911 - Dublin, 21 de março de 1978) foi o quinto presidente da Irlanda, de 1974 a 1976. Em 1976, demitiu-se, depois de um confronto com o Governo. Ele também teve uma notável carreira jurídica, inclusive servindo como Chefe de Justiça da Irlanda.